# Raaba-Grambach
Raaba-Grambach – gmina targowa w Austrii, w kraju związkowym Styria, w powiecie Graz-Umgebung. Liczy 4159 mieszkańców (1 stycznia 2016).